# Аргалей
Аргале́й (рос. Аргалей) — село у складі Агінського району Забайкальського краю, Росія. Входить до складу Південно-Аргалейського сільського поселення.

## Історія
Село утворено 2013 року шляхом виділення зі складу села Південний Аргалей.